# TAMA 300

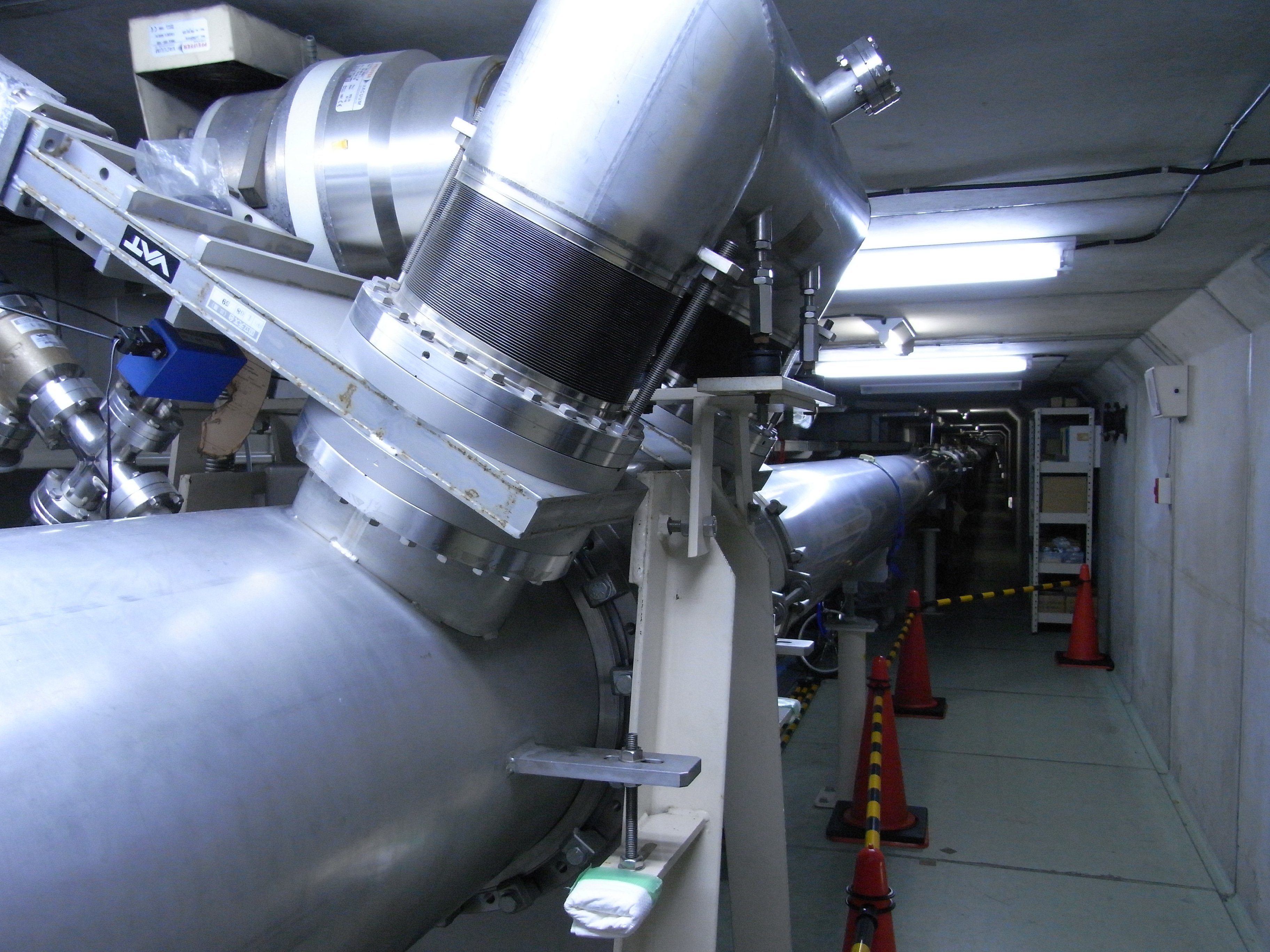
Vacuümpomp en tunnelbuis voor de laserstraal

De TAMA 300 is een Japanse zwaartekrachtgolvendetector gelegen op het Mitaka campus van het National Astronomical Observatory of Japan in Tokio. Het project wordt geleid door Institute for Cosmic Ray Research (ICRR) van de Universiteit van Tokio. Het ICRR werd in 1976 opgericht met als doel het onderzoeken van kosmische straling.
Het project ging van start in 1995. De doelstelling van het project is kennis op te doen die benodigd is om een zwaartekrachtgolvendetector te bouwen van een kilometer groot. De TAMA 300 bestaat uit een interferometer met een lengte van 300 meter.